# Melitta ezoana
Melitta ezoana är en biart som beskrevs av Keizo Yasumatsu och Hirashima 1956. Melitta ezoana ingår i släktet blomsterbin, och familjen sommarbin. Inga underarter finns listade i Catalogue of Life.